# 瀬戸市新世紀工芸館

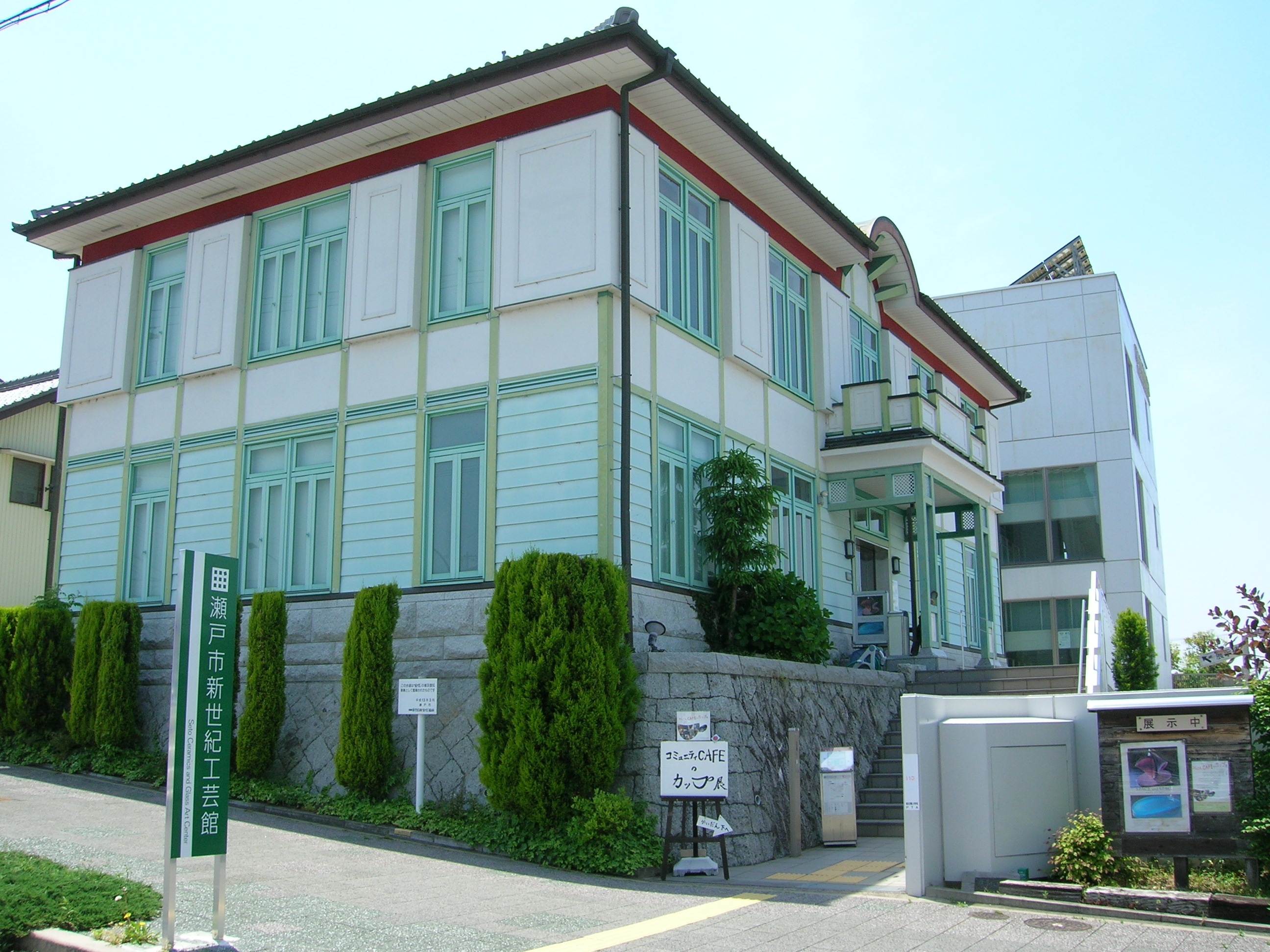
展示棟の外観

瀬戸市新世紀工芸館（せとししんせいきこうげいかん）は愛知県瀬戸市にある陶磁器とガラス工芸に関する施設。

## 施設概要
「瀬戸のまちの特性を活かした上で、新世紀の産業・芸術・文化の発展を図る」ことを目的として、1999年（平成11年）5月28日に開館した施設で、展示棟・交流棟・工房棟の3つからなる。

### 展示棟
現在の瀬戸蔵がある場所に1914年（大正3年）6月30日に建てられ、のちに現在地に移築された「旧・瀬戸陶磁器陳列館」を改装・復元した木造2階建ての建物。3つのギャラリーを設置しており、陶磁器やガラス工芸の企画展示を行なっている。

### 交流棟
工芸館研修生による作品を展示・販売するギャラリー1と、季節毎のテーマで製作された陶芸・ガラス工芸作家の作品を展示・販売するギャラリー2があるほか、陶芸やガラス工芸の展覧会・公募展などの情報を集めて発信する情報コーナーと作家の作品でコーヒーなどを楽しめるカフェがある。
なお、展示棟と交流棟のギャラリーは一般への貸出も行なっている。

### 工房棟
研修生を受け入れて陶芸・ガラス工芸の研修を行なうための工房があり、作業の様子をガラス越しに見ることができる。また、工房ではろくろや絵付け、吹きガラスなどの体験教室が行なわれることもある。